# Vy
Vy, cuya razón social es Vygruppen AS, es el operador ferroviario estatal de Noruega. Propiedad del Ministerio de Transporte y Comunicaciones de Noruega, también se dedica a bienes inmuebles a través de Rom Eiendom, transporte en autobús a través de Nettbuss, trenes de carga a través de CargoNet y transporte sueco de trenes a través de Tågkompaniet. El NSB transportó 52 millones de pasajeros de trenes y 104 millones de pasajeros de autobuses en 2009.
La compañía actual se estableció el 1 de diciembre de 1996, cuando los antiguos Ferrocarriles Estatales de Noruega (1883-1996) se dividieron en el nuevo NSB, la empresa de infraestructura la Administración Nacional de Ferrocarriles de Noruega y la Inspección de Ferrocarriles de Noruega. En 2002, las operaciones de carga se dividieron en la subsidiaria CargoNet, y el departamento de mantenimiento se convirtió en Mantena.

## Presidentes
- 1996–2000: Osmund Ueland
- 2000–2000: Randi Flesland (interino)
- 2000–2001: Arne Wam (interino)
- 2001–2011: Einar Enger
- desde 2011: Geir Isaksen